# Edward Fredro
Edward Fredro hrabia herbu Bończa (ur. 4 marca 1803, zm. 10 kwietnia 1878) – adiutant generała Jana Umińskiego, powstaniec listopadowy, szambelan austriacki, członek Stanów Galicyjskich, c.k. podkomorzy, brat Aleksandra Fredry, słynnego komediopisarza, autora m.in. „Zemsty”, gen. Jana Maksymiliana, Seweryna, Henryka i Juliana – właścicieli Cisnej.
Edward urodził się w bogatej rodzinie szlacheckiej (niegdyś senatorskiej) w Beńkowej Wiszni, gdzie rodzice sprowadzili się w 1797 r.
Syn hrabiny Marianny Dembińskiej herbu Rawicz i Jacka Fredry h. Bończa (ur. 1770 w Hoczwi, powiat leski – zm. 1828), który otrzymał w roku 1822 tytuł hrabiowski od cesarza austriackiego Franciszka II.
Gdy miał trzy lata, 12 stycznia 1806, w pożarze dworu w Beńkowej Wiszni zginęła jego matka Marianna Fredrowa. Ojciec wraz z dziećmi przeniósł się do Lwowa.
W roku 1831 brał udział w wojnie polsko-rosyjskiej jako adiutant generała Umińskiego. Brał udział m.in. w bitwie pod Ostrołęką 26 maja 1831 – największej bitwie powstania listopadowego, w której główne siły wojsk polskich pod dowództwem generała Jana Skrzyneckiego i gen. Jana Umińskiego starły się z wojskami rosyjskimi Iwana Dybicza.
Za udział w powstaniu został odznaczony Virtuti Militari, podobnie jak jego brat Henryk.
W 1837 r. został członkiem Towarzystwa Agronomicznego we Lwowie. Był ponadto członkiem Stanów Galicyjskich i szambelanem austriackim. Edward rzadko przebywał w Królestwie Polskim, a swą działalność publiczną rozwijał w Galicji. Około 1839 roku Edward Fredro wybudował w Grodysławicach duży, murowany dwór.
Miał tylko jednego syna – Edwarda Ksawerego (1829-1881), który zmarł bezpotomnie. Po jego śmierci majątek Grodysławice przeszedł na własność Szeptyckich, jako że bratanica Edwarda, córka Aleksandra Fredry – Zofia wyszła za mąż za hrabiego Jana Kantego Szeptyckiego (była matką m.in. metropolity lwowskiego Andrzeja Szeptyckiego i generała Stanisława Szeptyckiego).